# Туровець (Житомирський район)
Туровець— село в Україні, у Житомирському районі Житомирської області. Населення становить 244 особи.

## Географія
Географічні координати: 50°10' пн. ш. 28°56' сх. д. Часовий пояс — UTC+2. Загальна площа села — 1,3 км².
Туровець розташований за 31 км від районного та обласного центру — міста Житомира. Найближча залізнична станція — 82 км, за 3 км. Поблизу села протікає річка Рівець, ліва притока Ів'янки.
Селом протікає річка Гнилуха, права притока Рівця.

## Історія
Засноване в XIX столітті. Назва села Туровець походить від слова тур – великої дикої худоби, яка колись населяла територію України. Місцевість слугувала місцем проживання або полювання на цих тварин, що й стало основою для назви села.
Після скасування кріпацтва у 1861 році селяни Туровця продовжували жити в тяжких умовах. Вони працювали на пана Яна Міжієвського (сина Камілія Міжієвського, польського поміщика). Селяни були незадоволені умовами праці, тому: Не виходили на роботу до пана. Вимагали кращої оплати. Чинили опір несправедливості та панському гніту. У результаті цього сільського спротиву, в 1900 році Ян Міжієвський продав селянам землю та ліс, які раніше йому належали.
У 1906 році село Котелянської волості Житомирського повіту Волинської губернії. Відстань від повітового міста 27  верст, від волості 10. Дворів 65, мешканців 406.
Під час Першої світової війни (1914—1918): Війна принесла численні труднощі на село Туровець. Військові мобілізації, постачання продовольства для армії та інші наслідки війни відчувались також у селі. Частина місцевих чоловіків була мобілізована до армії.
У травні 1918 року в селі була встановлена радянська влада і створено ревком
У 1921 році був організований комітет незаможних селян (комнезам), керівником якого став Кравчук Сидор.
У 1923 році в селі було створено сільську раду, першим головою якої обрали Маленівського.
У 1929 році було побудовано нове приміщення школи, яке, на жаль, було спалене під час Другої світової війни в 1943 році.
У 1930 році був утворений колгосп «Червоний незаможник», який організували Іванюк Корній Андрійович, Прокуда Якуб Іванович та Прокуда Павло Устимович. Першим головою колгоспу був обраний Іванюк Корній Андрійович. У 1936 році колгосп перейменували на колгосп ім. Жданова.
1932–1933 роках село Туровець постраждало від голодомору.
Під час німецько-радянської війни участь у бойових діях брали 106 місцевих жителів, з них 60 загинуло, 45 осіб нагороджені орденами і медалями. У період німецької окупації в районі села діяв партизанський загін імені Чапаєва.
У 1970-х роках діяла восьмирічна школа, клуб, дві бібліотеки, які нараховували 7 тисяч примірників, фельдшерсько-акушерський пункт і пологовий будинок.
1988 - Туровець від'єднався від колгоспу «Здобуток Жовтня» і став самостійним насінницьким підприємством.
1989-2000 кілька реорганізацій господарства, остання в ТОВ «Прогрес».
У 2016 році село увійшло до Станишівської ОТГ.
12 червня 2020 року, відповідно до розпорядження Кабінету Міністрів України № 711-р «Про визначення адміністративних центрів та затвердження територій територіальних громад Житомирської області» увійшло до складу Станишівської сільської територіальної громади.
19 липня 2020 року, в результаті адміністративно-територіальної реформи та ліквідації Житомирського району (1939—2020), село увійшло до складу новоутвореного Житомирського району.
У лютому 2022 року, з початком повномасштабного вторгнення росії в Україну, для жителів села Туровець  це був справжній шок.
Також Археологічні дослідження виявили поблизу села поселення доби бронзи, раннього залізного віку та давньоруського періоду (ІХ-Х століття). Зокрема, за 850-900 метрів на захід від південно-західної околиці села знайдено поселення доби бронзи та раннього залізного віку, а за 800-1000 метрів на північ від села, на правому березі річки Бобрівка, давньоруське поселення розміром 200 на 120 метрів.

## Населення
За даними перепису 2001 року населення села становило 244 особи, з них 97,95% зазначили рідною українську мову, 1,23% — російську, а 0,82% — іншу.

### Мова
Розподіл населення за рідною мовою за даними перепису 2001 року:
| Мова       | Кількість | Відсоток |
| ---------- | --------- | -------- |
| українська | 239       | 97.95%   |
| російська  | 3         | 1.23%    |
| вірменська | 2         | 0.82%    |
| Усього     | 244       | 100%     |

## Пам'ятки
Поруч з селом розташовані кургани доби бронзи та ІІ-І тис. до н. е., поселення І тис. до н. е. та VIII–IX ст. н. е.
Також на території населеного пункту знаходиться пам'ятник радянським воїнам, які загинули під час Німецько-радянської війни.
У селі діє дерев`яна Свято-Успенська церква Єпархії УПЦ МП, побудована у 1912 році коштом місцевих парафіян.
Ще недавно встановили телекомунікаційну вишку для забезпечення мобільного зв'язку.

## Відомі люди

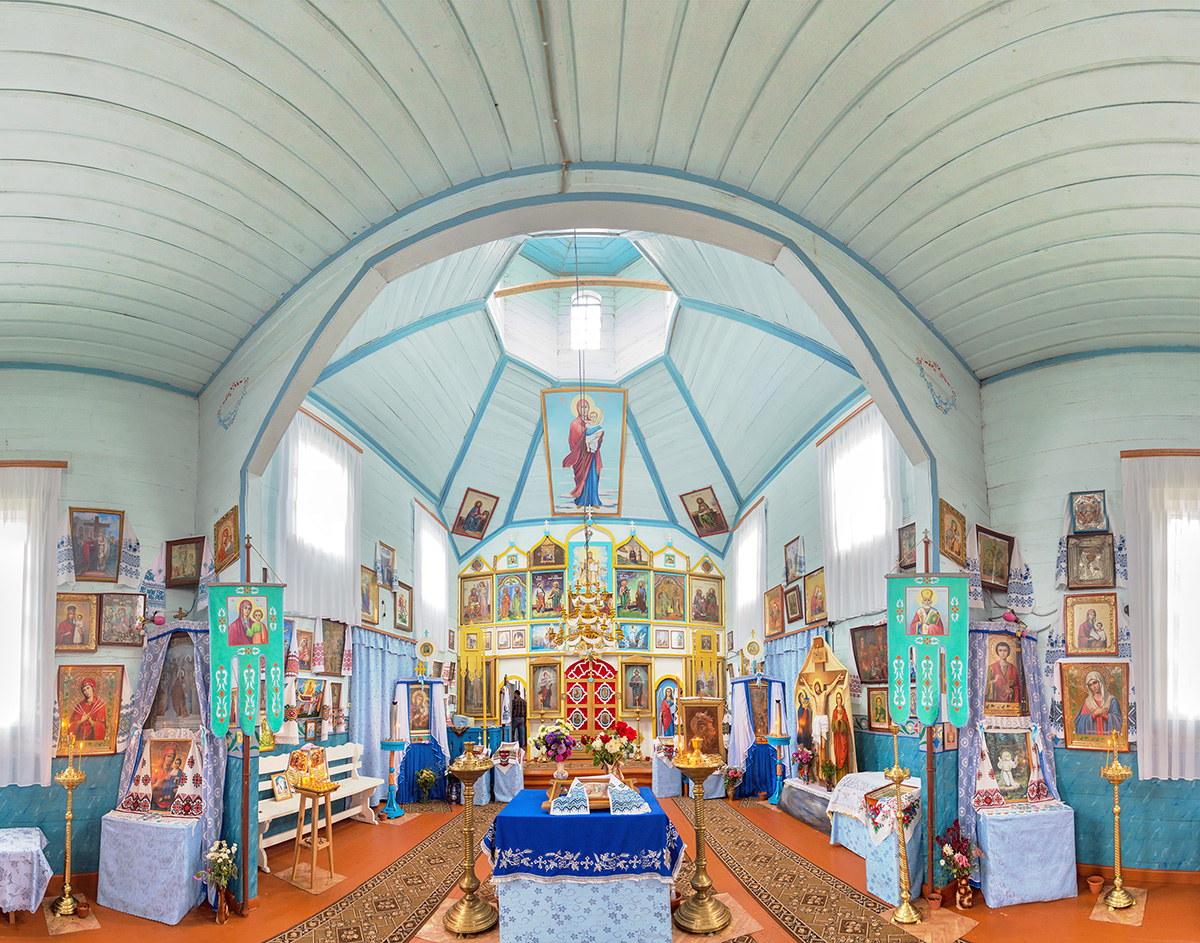
Інтер`єр церкви в с.Туровець

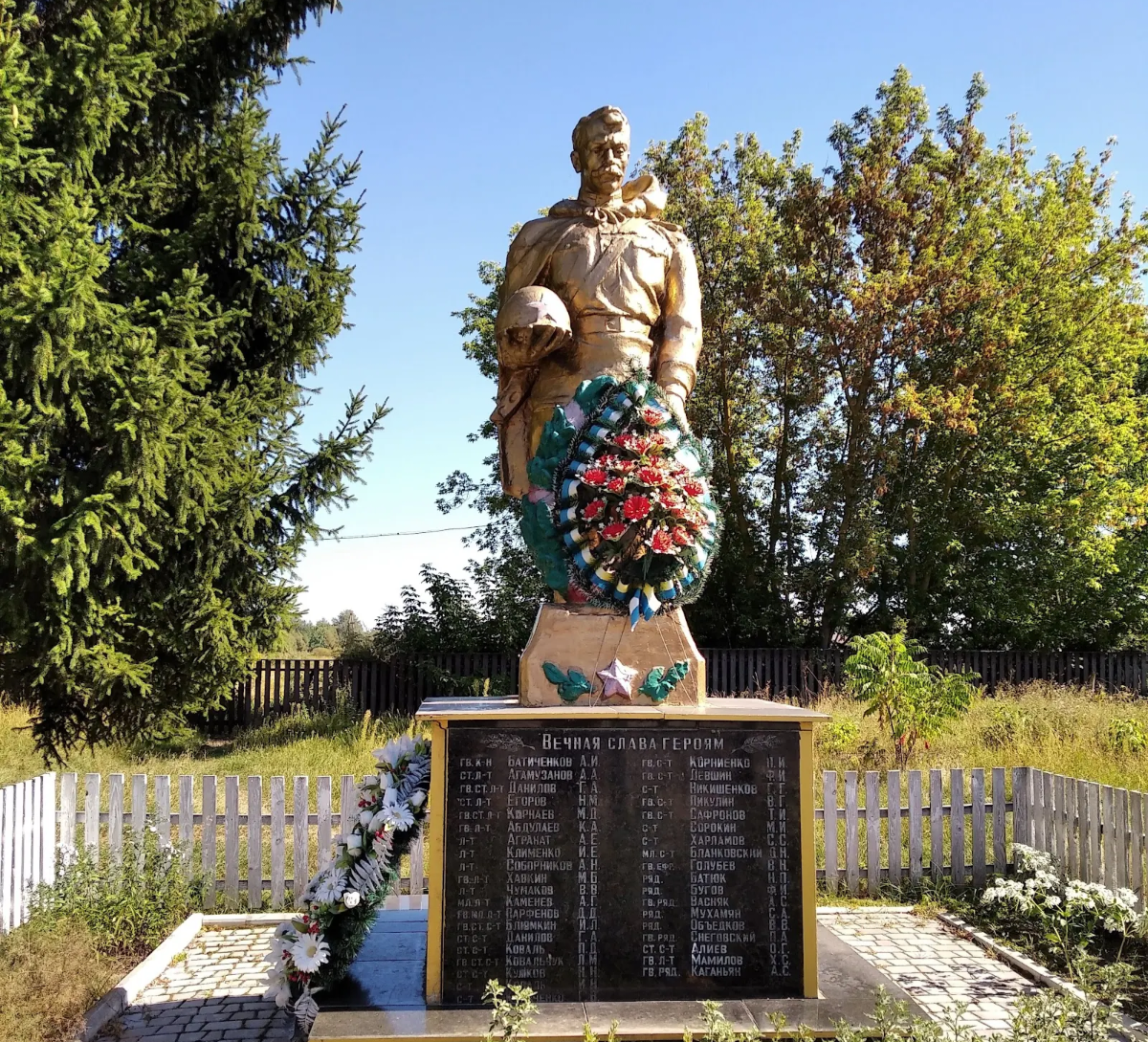
Територія Свободи

Народилися:
Даниленко Володимир Григорович — український письменник, літературознавець, літературний критик. У своїх відомих творах як от «Грози над Туровцем», «Ніч із профілем жінки» описав Туровець і навколишні села.

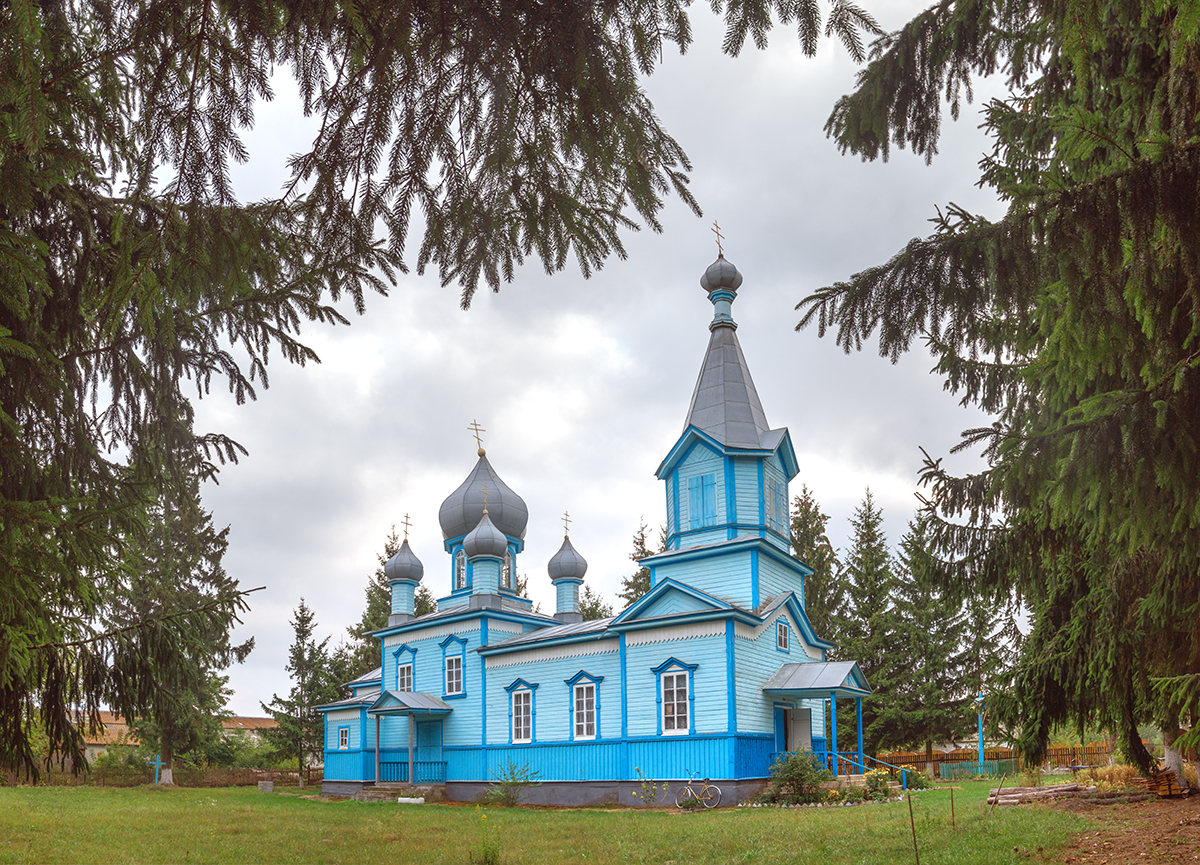
СВЯТО-УСПЕНСЬКА церква 1912 р., побудови